# Metall i so
Metall i So és un grup de rock de Tavernes de la Valldigna (Safor, País Valencià).
El grup Metall i so naix l'any 1993 al poble de Tavernes de la Valldigna, el grup fou fundat per quatre components, Robert (baix i veu), Xavier (guitarra), Bernat (guitarra) i Moisés (bateria). El setembre del 1994 guanyaren el cinquè concurs de rock a la valldigna amb cançons que s'editaren al CD de Prohibit. Després guanyaren el sisè concurs de maquetes A la nostra marxa de Ràdio Nova de València. Van participar en el Festivern de 2012-2013.
L'any 2018 van celebrar els 25 anys amb una festa al Pavelló Cobert Multiusos del Vergeret de Tavernes de la Valldigna.

## Discografia[6]
- Prohibit (Fonoruz, 1996) CD.
- Benvinguts (Fonoruz, 1998) CD.
- Instint (Maldito Alcatraz Records, 2001) CD.
- Crits de llibertat (Autoproduit, 2007)
- Sense Fronteres (Autoproduit, 2010)